# Landschaftsschutzgebiet Tücking, Auf der Halle und Umgebung

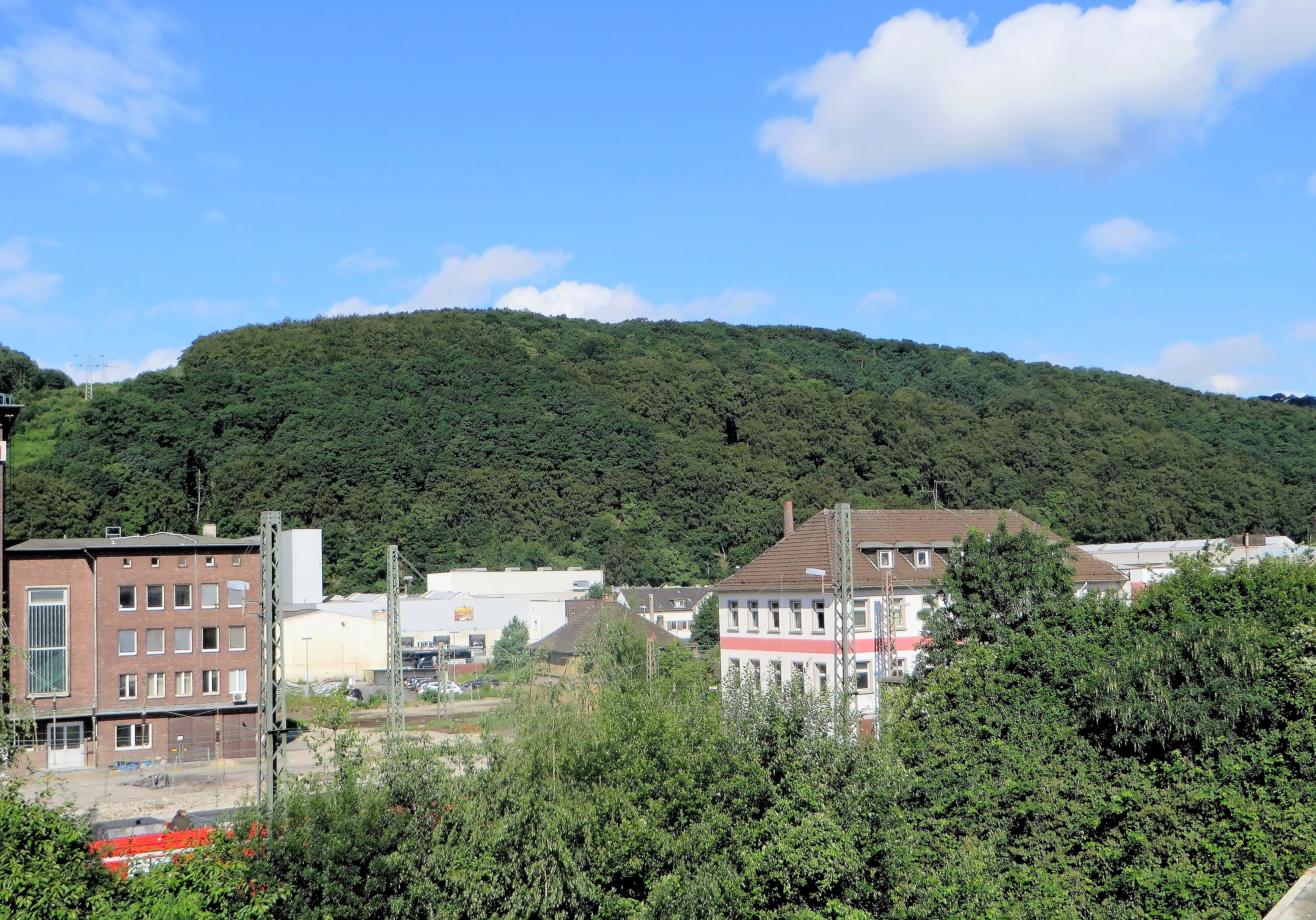
Landschaftsschutzgebiet Tücking, Auf der Halle und Umgebung

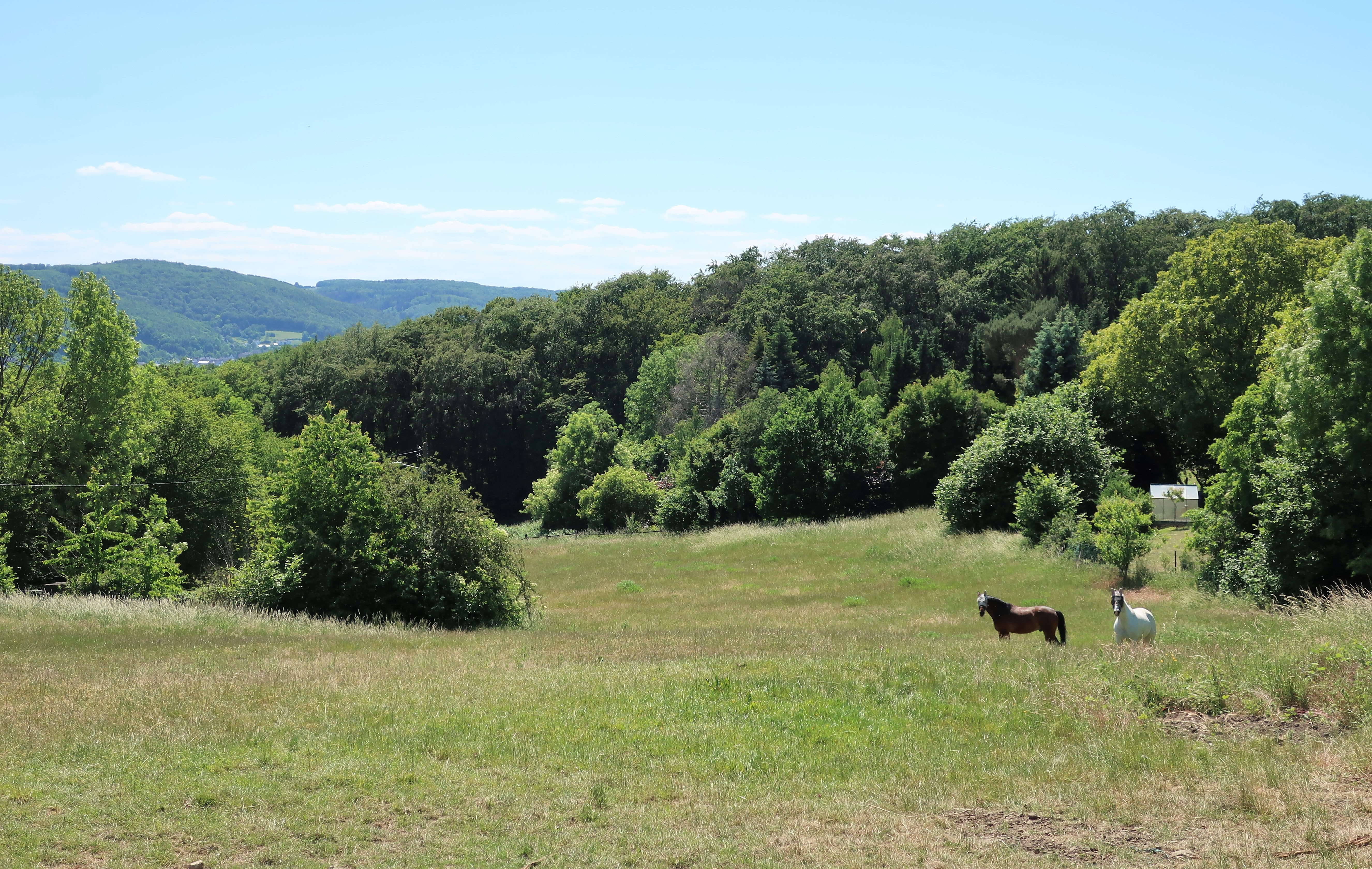
Pferdeweide im LSG

Das Landschaftsschutzgebiet Tücking, Auf der Halle und Umgebung mit einer Flächengröße von 921,52 ha befindet sich auf dem Gebiet der kreisfreien Stadt Hagen in Nordrhein-Westfalen. Das Landschaftsschutzgebiet (LSG) wurde 1994 mit dem Landschaftsplan der Stadt Hagen vom Stadtrat von Hagen ausgewiesen. Teile des Landschaftsschutzgebietes sind im Gebietsentwicklungsplan für Wohnsiedlungsbereiche vorgesehen. Bei einer Rechtsverbindlichkeit eines Bebauungsplanes erlischt für diese Flächen die Ausweisung als Landschaftsschutzgebiet.

## Beschreibung
Neben der großen Hauptfläche gehören zum LSG auch drei kleinere Teilflächen. Im Norden bildet die A 1 die Grenze des LSG. An einer Stelle liegt allerdings eine kleine Teilfläche nördlich der A 1. Das LSG ist von bebauten Bereichen umgeben. Drei bebaute Bereiche liegen zudem wie Inseln im LSG.
Im LSG liegen überwiegend bewaldete Flächen, naturnahe Bachtäler und zahlreiche Tümpel und Quellen. Die Bachtäler sind teilweise kerbtalartig eingeschnitten und Lebensraum für zahlreiche besondere und z. T. gefährdete Pflanzen- und Tierarten.
Im LSG liegen Teile der Ziegeleigrube Vorhalle. Andere Teile der Grube mit der Kersberg-Wand einer Fundstelle für Pflanzenfossilien aus dem Oberkarbon, liegen angrenzend im Naturdenkmal Geologischer Aufschluss Steinbruch Vorhalle.

## Schutzzweck
Laut Landschaftsplan erfolgte die Ausweisung „zur Erhaltung und Wiederherstellung der Leistungsfähigkeit des Naturhaushaltes, insbesondere durch Sicherung naturnah entwickelter Lebensräume, wegen der Vielfalt, Eigenart und Schönheit des Landschaftsbildes, insbesondere der Waldbereiche und wegen der besonderen Bedeutung des Gebietes als Erholungsgebiet, insbesondere auch für die stille Erholung durch das Erleben naturnaher Lebensräume, besonders für die Bevölkerung des Stadtteils Haspe“.

## Rechtliche Vorschriften
Im Landschaftsschutzgebiet ist unter anderem das Errichten von Bauten verboten. Vom Bauverbot ausgenommen sind, sofern eine Genehmigung vorliegt, Bauvorhaben für Gartenbaubetriebe, Land- und Forstwirtschaft, der öffentlichen Versorgung mit Elektrizität, Gas, Telekommunikationsdienstleistungen, Wärme und Wasser, der Abwasserwirtschaft oder einen bestehenden angrenzenden gewerblichen Betrieb. Auch der Bau von Windkraftanlagen und Wasserkraftwerken ist mit Baugenehmigung erlaubt. Im LSG besteht ein Verbot der Erstaufforstung außerhalb des Waldes und von Waldwiesen, -weiden oder
-äckern. Die Anlage von Weihnachtsbaum-, Schmuckreisig- und Baumschul-Kulturen ist ebenfalls verboten. Grünland und Grünlandbrachen dürfen nicht in Acker umgewandelt werden.